# 디플로마

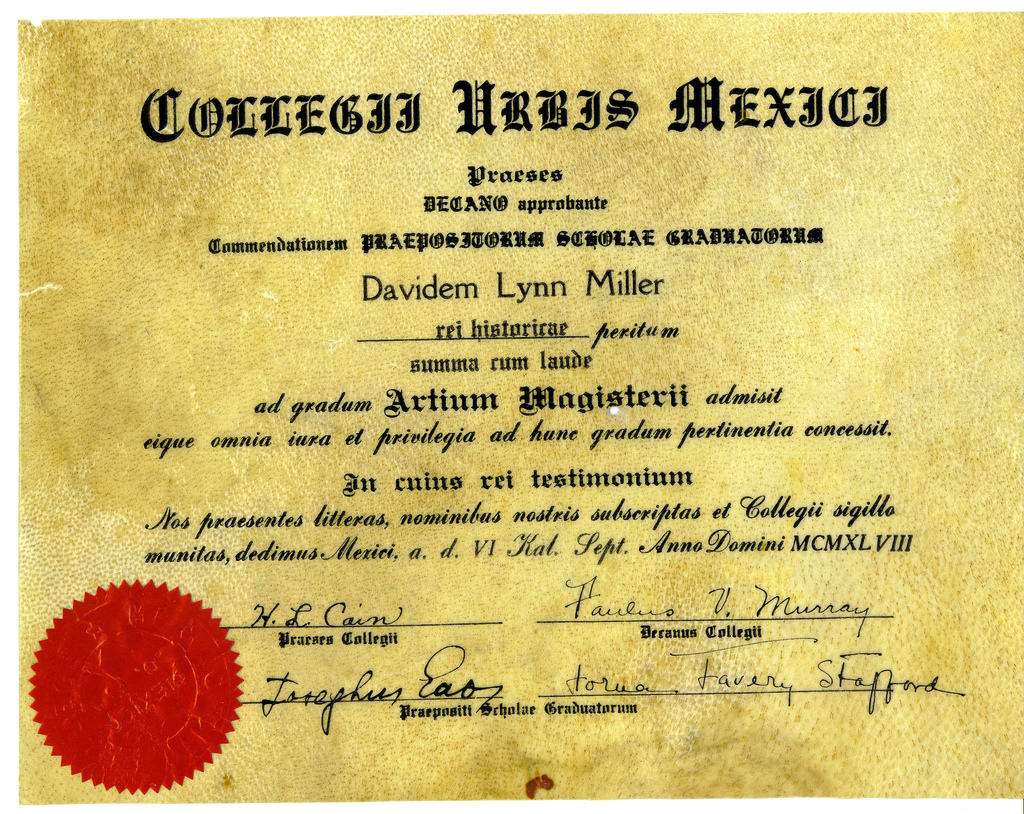

디플로마(어원 그리스어 δίπλωµα. díplōma, '접은 문서'란 뜻)란 대학같은 교육기관에서 발행한 증명서, 증서로서, 이 문서를 수여받은 사람은 학문의 특정 과정을 마쳤거나 학위를 수여했음을 증명한다.
유럽에서의 고유의 학위이다.

## 양식
그리스에서 작성했던 초기 디플로마는 얇은 양가죽으로 만들었다. 당시에는 유럽에서 종이를 만들지 않았다. 13세기가 되어서야 유럽에서 종이가 대중화하였다. 또 증서 전체를 손으로 썼다. 이후 곧 양피지를 사용했고 20세기 무렵부터 종이에 인쇄하여 가죽 장정을 했다. 이후 커다란 종이가 사용되었다가 현재는 레터지나 에이4(A4) 표준 크기에 인쇄한다.

## 독일 및 유럽국가
디플로마는 유럽 고유의 학위로, 독일 및 대부분의 유럽 국가들에서는 전통적으로 학업의 깊이와 전문성을 나타내기 위해 디플로마(Diplom)라는 학위를 수여한다. 이는 학문 분야에 따라 약 4년에서 5년 이상의 학업을 필요로 하며, 특정 조건에서는 더 긴 학업 기간을 요구하기도 한다. 디플로마 학위는 다음과 같은 다양한 학문 분야에서 수여된다
공학(Engineering) 및 과학(Science)
공학 및 자연과학 분야에서 디플로마는 종종 매우 실질적이고 응용 중심의 교육 과정을 반영한다. 예를 들어, 기계공학, 전기공학, 물리학, 화학 등에서 디플로마 학위는 이론적 지식과 실험적 기술을 결합한 포괄적인 교육을 포함한다.
일반적으로 독일의 "Diplom-Ingenieur"라는 학위는 국제적으로도 높은 평판을 가지며, 이는 미국의 석사 학위(Master’s Degree)와 유사하거나 그 이상으로 인정받는다.

경제학(Economics) 및 경영학(Business Administration)
경제학 및 경영학 분야에서는 "Diplom-Volkswirt" (경제학 디플로마) 또는 "Diplom-Kaufmann" (경영학 디플로마)와 같은 학위가 수여된다. 이 과정에서는 심층적인 이론적 교육과 함께 실질적인 경제 및 경영 기술을 배우게 된다.
이러한 디플로마는 기업 및 공공기관에서 고위 관리직으로 진출하기 위한 준비 과정으로 인식된다.
법학(Law)
독일에서의 법학 디플로마는 "Erste Juristische Prüfung"(1차 국가시험) 또는 "Diplom-Jurist"로 불리며, 이는 법률 분야에서 기초 및 심화 과정을 이수한 후 수여된다.
이는 독일의 법률 체계에 기반하여 실질적으로 변호사, 판사, 공증인 등으로 진출하기 위한 중요한 단계로 간주된다.
건축(Architecture)
건축 디플로마는 "Diplom-Architekt"로 불리며, 건축 설계, 구조 공학, 도시 계획 등의 실질적이고 기술적인 내용을 포함한다.
이 학위는 국제적으로도 인정받으며, 졸업 후 건축사 면허를 취득하기 위한 기본 자격을 제공한다.
교육학(Education) 및 심리학(Psychology)
교육학 및 심리학 디플로마는 심층적인 이론 학습과 실습을 통해 교육 전문가 및 심리학자로서의 역량을 갖추도록 설계된다.
예를 들어, 학교 교사, 교육 연구자, 상담 심리학자로 진출하기 위한 기반을 제공한다.
예술(Art) 및 디자인(Design)
음악 외에도 순수 미술, 그래픽 디자인, 패션 디자인 등의 예술 분야에서도 디플로마 학위가 수여된다. 이 과정은 창의성과 실기 중심의 교육 과정을 포함하며, 졸업생들은 예술가, 디자이너, 창작 전문가로 진출할 수 있다.
음악분야에서 künstlerische ausbildungen(KA) 및 Künstlerisch-wissenschaftliche Entwicklung (KE)는 5년 이상의 과정이며 이에따라 석사이상 또는 준박사 학위에 준한다.

이처럼 독일 및 유럽권의 디플로마는 단순한 석사 학위 이상의 전문성과 깊이를 가지며, 국제적으로 학문적 및 실질적 가치를 인정받는다. 이는 해당 분야에서 직업적 경력을 쌓고 학문적 연구를 이어가는 데 중요한 기반이 된다.
졸업 후에는 박사과정과 마찬가지로 이름 앞에 Dipl. Mag.의 지위를 가지게되며 이는 여권이나 문패에 달려질 만큼 사회적으로 중요한 위치를 갖는다.

## 그 외 국가의 사용 상황
- 호주에서 디플로마란 다음 셋 중 하나이다:

- Diploma: 12-18개월 과정으로 직업학교나 대학에서 가르치며, 학사 학위 1년 수료와 같다.
- Advanced Diploma: 학사 학위 2년 수료와 같다.
- Graduate Diploma: 학사 학위와 동일하다.

- 캐나다 온타리오에서 디플로마란 대학(college)이나 응용 학문, 예술, 기술 학교(institute)에서 가르치는 2-3년의 학술적 고등교육 과정이다.

- 아일랜드: National Diploma는 학사 학위, Graduate Diploma는 석사 학위와 동일하다.

- 영국 (UK): Undergraduate Advanced Diploma는 학사 학위와 비슷하고, Postgraduate Diploma는 석사 학위와 비슷하다.

- 미국에서 디플로마란 보통 고등학교, 대학교, 대학원, 전문대학원 졸업 시에 실제로 받는 문서를 말한다. 유럽과는 사용하는 의미자체가 다르다.
  - 미국에서는 학문분야의 특정한 상을 말할 때도 있다. 예를 들면 간호학 분야의 '간호학 디플로마'란 병원 기반의 학교에서 수여하는 것이다.